# 소피아 부텔라
소피아 부텔라(아랍어: صوفيا بوتلة, Sofia Boutella, 1982년 4월 3일 ~ )는 알제리의 댄서이자 배우이다. 나이키 여성 광고 캠페인에 나이키 걸로 유명하다. 그녀는 영화 《스트리트댄스 2: 라틴 댄스》, 《몬스터스 : 다크 컨티넌트》, 《킹스맨: 시크릿 에이전트》, 《스타트렉 비욘드》에 출연했다.

## 어린 시절
1982년 4월 3일 알제리 알제 바브엘웨드에서 태어났다. 아버지는 재즈 음악가 사피 부텔라, 어머니는 건축가이다. 5살 때 클래식 무용을 배우기 시작했다. 소피아가 10살이었던 1992년 소피아와 가족은 알제리를 떠나 프랑스로 이주했다. 이주 후 프랑스에서 리듬 체조를 배우기 시작해, 18살 때 올림픽 프랑스 국가대표팀에 들기도 하였다.
가족 중에 한국인 사촌이 두 명 있어 약간의 한국어를 구사할 줄 안다.

## 경력
힙합 댄스와 스트리트 댄스도 배워, 배틀 오브 더 이어 2006 우승팀인 "바가본드"(Vagabond)의 댄서로도 활동했다. 소피아는 미국 보스턴의 명문 버클리 음악 대학을 졸업했다.
17살 때부터 안무가 블랑카 리의 작업에 참여하며 지도를 받았다. 이후 여러 광고, 콘서트 투어 뿐만 아니라 영화, 텔레비전 방송에 댄서로 출연했다.
2007년, 안무가 제이미 킹에 의해 나이키 우먼 광고 모델로 발탁되어 대대적으로 이름을 알렸다. 나이키 광고 덕분에 마돈나, 리한나 등 세계적인 가수들과도 작업하게 되었다.
마이클 잭슨의 This Is It 콘서트 오디션에도 참가해 좋은 결과를 얻었으나, 마돈나 투어의 연장으로 인해 일정이 겹쳐 잭슨의 콘서트에는 참여하지 못했다. 하지만 2011년, 마이클 잭슨의 "Hollywood Tonight" 뮤직비디오에 출연했다.
영화 《스트리트댄스 2: 라틴 댄스》와 후속편 《스트리트 댄스》에서 에바 역으로 출연했다. 이후 영화 《킹스맨: 시크릿 에이전트》에서 가젤 역을, 《스타트렉 비욘드》에서는 제이라 역을 연기했다. 2017년 영화 《미이라》에서 아마네트 역을 맡아 톰 크루즈와 호흡을 맞췄다. 영화 《아토믹 블론드》에서는 샤를리즈 테론, 제임스 맥어보이와 함께 연기했다.

## 출연 작품
- 킹스맨: 시크릿 에이전트 (2015) - 가젤 역
- 스타트렉 비욘드 (2016) - 제일라 역
- 미이라 (2017) - 아무네트 역
- 아토믹 블론드 (2017) - 델핀 역
- 호텔 아르테미스 (2018) - 니스 역
- 화씨 451 (2018) - 클라리스 역
- 클라이맥스 (2018) - 셀바 역
- 고스트랜드 (2021) - 버니스 역
- 세틀러스 (2021) - 일사 역
- REBEL MOON: 파트 1 불의 아이 (2023) - 코라 역
- 아가일 (2024) - 사바 알바드르 역
- Rebel Moon(레벨 문): 파트2 스카기버 (2024) - 코라 역
- 더 킬러스 게임 (2024) - 메이즈 역